# European Student Moon Orbiter
Der European Student Moon Orbiter (ESMO, deutsch Europäischer Studentischer Mondorbiter) war eine geplante Mondmission europäischer Studenten. An der Mission arbeiteten 23 studentische Teams aus 19 Universitäten im Raum der ESA-Mitglieds- und Kooperationsstaaten zusammen. Insgesamt waren über 300 Studierende beteiligt. ESMO wurde von der Student Space Exploration and Technology Initiative gegründet und im Jahr 2008 als offizielle Mission von der Europäischen Weltraumorganisation (ESA) übernommen. Dort wurde sie im Rahmen einer „Educational Mission“ geleitet. 2009 hat Surrey Satellite Technology Ltd. (SSTL) als Prime Contractor das Missionsmanagement übernommen. ESMO sollte im Jahr 2014 starten und von einer Trägerrakete auf eine Geostationäre Transferbahn gebracht werden. Von dort wäre es über einen weak stability boundary transfer zum L1 und dann zum Mond gegangen. Das Projekt wurde von der ESA im Jahre 2012 aus Kostengründen vorzeitig beendet.

## Missionsziele
ESMO wurde hauptsächlich gegründet, um Studierenden praktische Erfahrung in der Umsetzung einer Satellitenmission zu geben. Dazu zählten die Entwicklung eines Satelliten ebenso wie das Kennenlernen des Ablaufs und der Struktur einer Satellitenmission und ein Einblick in die Arbeitsweise der ESA.

## Teams
23 europäische Universitätsteams beteiligten sich an der Mission. Folgende Liste gibt einen Überblick über die Zuständigkeiten:
| Universität                                                     | Verantwortlichkeit                       |
| --------------------------------------------------------------- | ---------------------------------------- |
| Universität Tartu, Estland                                      | Zusammenbau, Integration & Verifizierung |
| Universität Tartu, Estland                                      | Operations                               |
| Tschechische Technische Universität Prag, Tschechische Republik | Attitude Interface Module                |
| Polytechnikum Mailand, Italien                                  | Attitude and Orbit Control Subsystem     |
| Polytechnische Universität Bukarest, Rumänien                   | Attitude and Orbit Control Subsystem     |
| Polytechnische Universität Bukarest, Rumänien                   | Structure                                |
| Universität Stuttgart, Deutschland                              | Antriebssystem – Gas Feed                |
| SUPAERO, Frankreich                                             | Sternentracker                           |
| Technische Universität Breslau, Polen                           | Kommunikationssystem                     |
| Polytechnikum Mailand, Italien                                  | Antriebssystem – Liquid Feed             |
| University of Warwick, Großbritannien                           | Electrical Power System                  |
| Technische Universität München, Deutschland                     | Bodensegment                             |
| Technische Universität München, Deutschland                     | LunaNet                                  |
| Universität Vigo, Spanien                                       | Bodenstation                             |
| Universität Oviedo, Spanien                                     | Harness                                  |
| University of Glasgow, Großbritannien                           | Missionsanalyse & Flugdynamik            |
| Universität Lüttich, Belgien                                    | Kleinwinkelkamera                        |
| Universität Maribor, Slowenien                                  | Onboard-Datenverarbeitung                |
| Universität Bukarest, Rumänien                                  | Strahlungsmonitor                        |
| Universität Ljubljana, Slowenien                                | Radar                                    |
| Akademie für Bergbau und Hüttenwesen Krakau, Polen              | Space Environment and Effects Analysis   |
| University of Southampton, Großbritannien                       | System Engineering                       |
| Technische Universität Warschau, Polen                          | Thermal Control System                   |
| Technische Universität Warschau, Polen                          | Konfiguration                            |
| Universität L’Aquila/Universität La Sapienza, Italien           | Mikrowellenradiometer                    |